# 15577 Gywilliams
A 15577 Gywilliams (ideiglenes jelöléssel 2000 GN68) a Naprendszer kisbolygóövében található aszteroida. A LINEAR projekt keretében fedezték fel 2000. április 5-én.